# 卡普阿斯條鰍
卡普阿斯條鰍（學名：Nemacheilus kapuasensis）為輻鰭魚綱鯉形目條鰍科條鰍屬的其中一種。分布於亞洲婆羅洲西部及蘇門答臘淡水流域，體長可達7.1公分，棲息在河川底層水域，生活習性不明。

## 扩展阅读
維基物種上的相關：卡普阿斯條鰍